# Schnelleinsatzeinheit Bergung Ausland

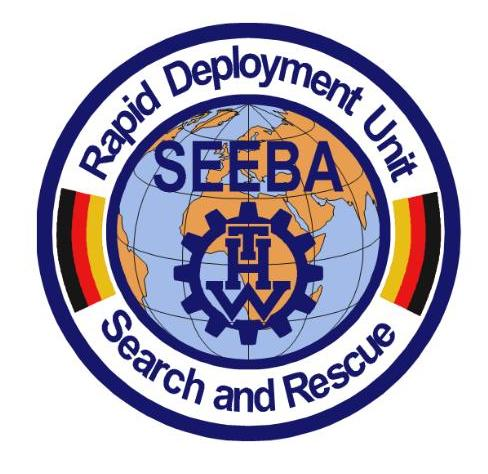
Logo der Schnell-Einsatz-Einheit Bergung Ausland

Die Schnell-Einsatz-Einheit Bergung Ausland (SEEBA, englisch Rapid Deployment Unit Search and Rescue) des Technischen Hilfswerks ist eine taktische Einheit zur notfallmäßigen Urban Search and Rescue, wie es die INSARAG Guidelines der Vereinten Nationen fordern.
Sie ist weltweit einsetzbar und sechs Stunden nach Alarmierung zum Abflug bereit. Sie umfasst biologische Ortung (Rettungshunde), technische Ortung (akustische Ortungsgeräte), technische Bergungsmöglichkeiten und medizinische Versorgung.

## Aufgaben
Die SEEBA hat im Wesentlichen folgende Aufgaben:
- Ortung und Rettung von verschütteten Personen
- Bergung von Toten und Sachwerten
- Fachkundige Beratung örtlicher Kräfte und Stellen (Koordination)
- Leistung technischer Hilfe
- Erkundung weitergehender Hilfsmöglichkeiten
- ggf. Vorbereitung von Folgeeinsätzen

Dies kann die SEEBA sowohl im Aus- als auch im Inland leisten.

## Struktur
Gemäß INSARAG-Zertifizierung verfügt die SEEBA über zwei Einsatzoptionen:
- Medium Search and Rescue Team[2]
- Heavy Search and Rescue Team[2]

Darüber hinaus kann in einem extremen Bedarfsfall auch ein sogenanntes Heavy + Search and Rescue Team mit fast 100 Personen entsendet werden.
Das Team besteht aus einer Managementkomponente mit Führungsstab (Field Office), Logistik und Medizin sowie mehreren Search-and-Rescue-Squads. Alle Funktionen sind mehrfach besetzt, um eine ständige Einsatzbereitschaft zu gewährleisten und gegebenenfalls mehrere Einsätze gleichzeitig zu bewältigen.
Die SEEBA ist weltweit einsetzbar und sechs Stunden nach Alarmierung zum Abflug bereit. Am Einsatzort kann sie für zehn Tage autark agieren. Dies betrifft die Versorgung mit Trinkwasser, Verpflegung und Unterkunft. 
Die SEEBA besteht aus spezialisierten THW-Einsatzkräften aus den THW-Landesverbänden NW und HERPSL. Die Alarmierung erfolgt in der Regel durch das Bundesministerium des Innern oder das Auswärtige Amt.
Die SEEBA ist nicht nur gemäß INSARAG als Heavy Search and Rescue Team zertifiziert, sondern ist auch Rahmen des EU-Gemeinschaftsverfahrens als ein HUSAR-Modul gelistet und kann auf Ersuchen eines EU-Staates für gemeinschaftliche Hilfsmaßnahmen angefordert werden.

## Ausbildung und Personal
THW-Einsatzkräfte können sich für die SEEBA bewerben und durchlaufen ein Auswahlverfahren. Nach der Aufnahme in die SEEBA folgt eine einjährige Probezeit.
Die spezialisierten Kräfte der SEEBA sind in Deutschland in einen Ortsverband des THW fest integriert und nehmen an dessen Übungen teil. Zusätzlich absolvieren sie die i. d. R. monatlich stattfindenden SEEBA-Übungen bzw. Ausbildungen gemäß ihrer spezifischen Funktionen und nehmen auch an internationalen Übungen und Reklassifizierungen teil.

## Ausrüstung und Fahrzeuge
Die Ausrüstung der SEEBA wiegt insgesamt 15 Tonnen und ist in Form von Leichtmetallkisten mit jedem Linienverkehrsflugzeug verlastbar. Sie beinhaltet Rettungsausstattung, Ortungsgeräte, die Campausstattung mit Stromerzeuger (40 kVA), eine Feldküche und Verpflegung für zehn Tage für das Personal und die Rettungshunde. Bei besseren Lufttransportkapazitäten können Fahrzeuge wie Geländewagen und kleine LKW mit Anhänger mitgeführt werden.
Die gesamte Ausstattung wurde bis November 2023 im Zentrum für Auslandslogistik (ZAL) des THW in Mainz vorgehalten. Seit November 2023 befindet sich das ZAL des THW in Hilden.

## Geschichte und Einsätze
1986 erteilte das Bundesministerium des Innern die Weisung zur Aufstellung einer Schnell-Einsatz-Einheit für den Auslandseinsatz. Hintergrund waren die Erfahrungen des Erdbeben von Mexiko-Stadt 1985. 2007 erhielt die SEEBA als erste deutsche Einheit die INSARAG-Zertifizierung. Die regelmäßigen Reklassifizierungen erfolgten 2012 und 2017.
Eine Auswahl der internationalen SEEBA-Einsätze seit 1988:
- Erdbeben von Spitak 1988[14]
- Erdbeben von Erzincan 1992[10]
- Erdbeben von Düzce und Izmit 1999[15]
- Erdbeben in Gujarat 2001[10]
- Erdbeben im Indischen Ozean 2004[16]
- Erdbeben in Kaschmir 2005[17]
- Tōhoku-Erdbeben 2011[18]
- Explosionskatastrophe im Hafen von Beirut 2020[19]
- Erdbeben in der Türkei und Syrien 2023[20]

In Deutschland wurde die SEEBA bzw. ihre Teileinheiten bei folgenden Unglücken eingesetzt:
- Explosion mit Gebäudeeinsturz in Berlin-Steglitz 1998[2]
- Eisenbahnunfall von Eschede 1998[2]
- Gasexplosion in Lehrberg 2006[2]